# 도화살
도화살(桃花煞)은 점술이나 사주에서 '한 사람과 관계하지 못하고 여러 사람과 성욕을 나누는 운명을 가진 살(煞)'을 의미하는 용어로, 도화(桃花)라고도 한다. 과거에는 남녀 불문하고 과도한 색정으로 인한 음란함과 부정으로 말미암아 재앙을 당하게 된다고 여겨졌으나, 현대에는 타인의 주목을 끌어들이는 매력으로 연예인 또는 정치인 등의 직업에서 능력을 발휘하기 적합한 것으로 해석된다.

## 보는 법
| 지지 | 子 | 丑 | 寅 | 卯 | 辰 | 巳 | 午 | 未 | 申 | 酉 | 戌 | 亥 |
| ---- | -- | -- | -- | -- | -- | -- | -- | -- | -- | -- | -- | -- |
| 도화 | 酉 | 午 | 卯 | 子 | 酉 | 午 | 卯 | 子 | 酉 | 午 | 卯 | 子 |

도화살인지 보는 법은 생년(生年)이나 생일(生日)의 십이지를 따져 어떤 사주가 해당되는지 확인하는 방식이다.
- 신년(申年)·자년(子年)·진년(辰年) 또는 신일(申日)·자일(子日)·진일(辰日)에 태어난 사람은 유(酉)가 든 사주가 도화살이다.
- 인년(寅年)·오년(午年)·술년(戌年) 또는 인일(寅日)·오일(午日)·술일(戌日)에 태어난 사람은 묘(卯)가 든 사주가 도화살이다.
- 사년(巳年)·유년(酉年)·축년(丑年) 또는 사일(巳日)·유일(酉日)·축일(丑日)에 태어난 사람은 오(午)가 든 사주가 도화살이다.
- 해년(亥年)·묘년(卯年)·미년(未年) 또는 해일(亥日)·묘일(卯日)·미일(未日)에 태어난 사람은 자(子)가 든 사주가 도화살이다.